# Rižana
Rižana (wł. Risano) – wieś w Słowenii, w gminie miejskiej Koper. 1 stycznia 2018 liczyła 159 mieszkańców.